# Dejan Belic
Pour les articles homonymes, voir Belić (homonymie).
Dejan Belic est un footballeur serbe né le 18 octobre 1974 à Belgrade (République socialiste de Serbie).

## Biographie
Dans les années 1990, il passe par le Championnat du Portugal D2.
En 1997, il joue pour l'équipe de Baltimore Spirit dans le championnat américain d'indoor football,,.
Au début des années 2000, il évolue au poste d'attaquant dans des clubs du Championnat de FR Yougoslavie, jouant plus de 40 matchs en première division et également trois matchs (pour trois buts marqués) en Coupe UEFA avec le FK Napredak Kruševac en 2000-2001.
Il finit sa carrière en France, remportant le titre de Champion de France amateur 2004 avec le Football Croix-de-Savoie 74, avant de jouer en amateur dans des clubs de la Côte d'Azur.
Au terme de sa carrière de joueur, il revient au Football Croix-de-Savoie 74 - devenu entre-temps l'Évian Thonon Gaillard Football Club - pour y entamer une carrière d'entraîneur dans les équipes de jeunes du club,. Lors de la saison 2014-2015 il est nommé entraîneur de l'équipe U17 B qui évolue en Promotion de Ligue[réf. nécessaire].
Au cours de la saison 2016-17, il est nommé entraineur de l'équipe féminine du Croix de Savoie Football Academy Ambilly. Artisan de la montée du club en D2, il n'est pas conservé à l'issue de la saison tronquée 2020-2021 et est remplacé par Thierry Uvenard, ancien entraîneur du Havre en D1.

## Carrière
- 1994-1995 : FK Loznica  (Championnat de FR Yougoslavie D2)
- 1995-janv. 1996 : Clube Desportivo Nacional  (Championnat du Portugal D2)
- janv.-juin 1996 : Sport Clube Vianense  (Championnat du Portugal D3)
- juil.-déc. 1996 : Futebol Clube Tirsense  (Championnat du Portugal D2)
- 1997 : Baltimore Spirit (en)  (National Professional Soccer League - indoor football)
- 1999-2000 : FK Loznica  (Championnat de FR Yougoslavie D2)
- 2000-2001 : FK Napredak Kruševac  (Championnat de FR Yougoslavie)
- 2001-2002 : Mladost Apatin  (Championnat de FR Yougoslavie)
- 2002-2003 : FK Radnički Obrenovac  (Championnat de FR Yougoslavie)
- 2003-2005 : Football Croix-de-Savoie 74  (Championnat de France amateur puis National)
- 2005-2006 : Stade raphaëlois  (Championnat de France amateur 2)
- 2007-2008 : AS Cagnes-Le Cros Football  (Division d'Honneur régional de la Ligue de la Méditerranée de football)

## Palmarès
- Champion de France amateur en 2004 avec le Football Croix-de-Savoie 74